# Liste der Kulturdenkmale in Dommitzsch

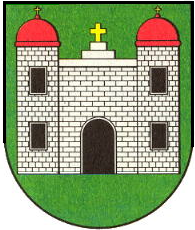
Wappen von Dommitzsch

In der Liste der Kulturdenkmale in Dommitzsch sind die Kulturdenkmale der sächsischen Gemeinde Dommitzsch verzeichnet, die bis April 2020 vom Landesamt für Denkmalpflege Sachsen erfasst wurden (ohne archäologische Kulturdenkmale). Die Anmerkungen sind zu beachten.
Diese Aufzählung ist eine Teilmenge der Liste der Kulturdenkmale im Landkreis Nordsachsen.

## Dommitzsch
| Bild                                    | Bezeichnung | Lage                             | Datierung                                                                         | Beschreibung | ID       |
| --------------------------------------- | --- | -------------------------------- | --------------------------------------------------------------------------------- | --- | -------- |
| Weitere Bilder                          | Bahnhof Dommitzsch mit Empfangsgebäude mit Bahnsteigüberdachung, nördlich angebautem Restaurationsgebäude, sowie südlich angebauter Güterabfertigung und Toilettenhäuschen mit erhaltener bauzeitlicher Raumaufteilung, Stellwerksgebäude mit Resten der mechanischen Stellwerkstechnik sowie Signalanlagen und zwei Fernmeldeeinrichtungen | Bahnhofstraße (Karte)            | 1890 (Empfangsgebäude, Toilettenhäuschen und Güterabfertigung); 1938 (Mechanisch) | Ortsgeschichtlich und baugeschichtlich bedeutsames Zeugnis der Verkehrsgeschichte, zudem weitestgehend bauzeitlich erhaltener, zeittypischer und gestalterisch qualitätvoller Bahnhofsbau mit Klinkerfassade und technischer Ausstattung, insbesondere technikgeschichtlicher bedeutender Weichenstelltechnik der 2001 stillgelegten Bahnstrecke Pratau–Torgau, eisenbahngeschichtlich von Bedeutung, Erlebnis- und Seltenheitswert. - Empfangsgebäude: erbaut 1890, zweigeschossiger gelber Klinkerbau, flaches Satteldach, dekorative Gestaltung der Fassade, umlaufendes Fries, Gesims (Sandstein?), Rundbogenfenster, Fensteröffnungen erhalten, Fenster und Türen bauzeitlich erhalten, nördlich bauzeitlicher Anbau mit Laubengang bzw. Bahnsteigüberdachung, südlich Güterabfertigung mit anschließender gepflasterten Lamperampe, im Inneren teilweise erhaltene bauzeitliche Ausstattung und technische Ausstattung, Stellwerksanbau um 1942 errichtet, darin noch teilweise erhaltene mechanische Stellwerkstechnik - Bahnsteiggleis mit Pflasterung, Gleistechnik mit technikhistorisch bedeutsamer Weichenstelltechnik (Zangenweiche), zwei Fernmeldehäuschen: kleine aus Eisenblech gefertigte Häuschen ohne technische Ausstattung - Toilettenhäuschen: eingeschossiger Klinkerbau mit bauzeitlicher Raumaufteilung im Inneren - Güterabfertigung: erbaut 1890 eingeschossiger Anbau an das Empfangsgebäude, gelber Klinkerbau, bauzeitlich erhaltene Fenster- und Türen | 09286860 |
| Weitere Bilder                          | Villa mit Einfriedung | Bahnhofstraße 1 (Karte)          | 1905                                                                              | Markanter und gestalterisch qualitätvoller Bau der Jahrhundertwende, baugeschichtlich von Bedeutung, zudem mit seiner Klinkerfassade ortsbildprägend | 09286861 |
| Weitere Bilder                          | Villa mit Einfriedung | Bahnhofstraße 2 (Karte)          | 1909                                                                              | Zeittypischer historisierender Villenbau mit Klinkerfassade, baugeschichtlich von Bedeutung | 09286862 |
| Weitere Bilder                          | Herrenhaus des ehemaligen Rittergutes Kommende | Commende 8 (Karte)               | 1881                                                                              | Historistischer Putzbau über kreuzförmigem Grundriss, ortsgeschichtliche und baugeschichtliche Bedeutung | 09306079 |
| Weitere Bilder                          | Wohnhaus in nahezu geschlossener Bebauung | Commendestraße 2 (Karte)         | Um 1900                                                                           | Markantes Beispiel eines schlichten eingeschossigen Klinkerbaus der Jahrhundertwende mit charakteristischen Details (originale Tür und Fenster mit Stichbogenabschluss), baugeschichtlich und straßenbildprägend von Bedeutung | 09286863 |
|                                         | Wohnhaus in offener Bebauung | Commendestraße 3 (Karte)         | Um 1900                                                                           | Katenartiger verputzter Ziegelbau, Teil der historischen Bebauung im ehemaligen Rittergutsbezirk Commende, ortsentwicklungsgeschichtlich von Bedeutung | 09307251 |
| Weitere Bilder                          | Fabrikantenvilla und Nebengebäude der Dommitzscher Tonwerke AG | Dübener Straße 5 (Karte)         | Um 1900                                                                           | Markanter, sich von anderen Bauten der Umgebung abhebender Klinkerbau mit einer Vielzahl von schmückenden Elementen, baugeschichtlich und ortsgeschichtlich von Bedeutung. Eingeschossiger Klinkerbau über hohem Sockel, Gliederung der Fassade durch farbige Klinkerornamentbänder, an Front- und Giebelseite flacher übergiebelter Mittelrisalit, Walmdach. | 09286864 |
| Weitere Bilder                          | Pfarrhaus und Kapelle | Elbstraße 5 (Karte)              | 1750 (Pfarrhaus); 1960 (Kapelle)                                                  | Katholisches Pfarrhaus Mariä Himmelfahrt, ehemaliges Herrenhaus, Hauptgebäude zweigeschossiger Putzbau mit markantem Mansarddach mit Schopf, dazu kleine frei stehende Kapelle von 1960, Hauptgebäude als zweitältestes Gebäude von Dommitzsch von ortsgeschichtlicher Bedeutung, zumal es auf einer historischen Ansicht der Stadt abgebildet ist. An der Rückseite später angefügter Eingangsvorbau mit zweibogiger Arkadenöffnung, darüber Veranda. | 09286866 |
| Weitere Bilder                          | Mehrere Grabmale auf dem Friedhof | Friedhofsstraße (Karte)          | Um 1750 – um 1900                                                                 | Sandstein-Grabmale unterschiedlicher Zeiten und Formen, Zeugnisse der Bestattungskultur in der Vergangenheit, kultur- und kunstgeschichtlich von Bedeutung (unter anderem ein Rokokograbstein und ein klassizistisches Grabmal) | 09305715 |
| Weitere Bilder                          | Ackerbürgerhaus in halboffener Bebauung | Kirchstraße 3 (Karte)            | Ende 19. Jahrhundert                                                              | Klinkerfassade mit großer Toreinfahrt, baugeschichtlich, ortsgeschichtlich und ortsbildprägend von Bedeutung, zweigeschossiger Klinkerbau mit Satteldach | 09286868 |
| Weitere Bilder                          | Ackerbürgerhaus in geschlossener Bebauung | Kirchstraße 4 (Karte)            | Um 1800                                                                           | Putzbau mit großer Toreinfahrt, bedeutend für Ortsgeschichte und Ortsbild, zweigeschossiger Putzbau mit Satteldach | 09286869 |
| Weitere Bilder                          | Nördliches Ackerbürgerhaus und östliches Seitengebäude eines Gehöfts in Ecklage | Leipziger Straße 1 (Karte)       | 1. Hälfte 19. Jahrhundert                                                         | Wohnhaus Klinkerfassade, große Toreinfahrt, Seitengebäude Putzbau mit großer Toreinfahrt, städtebaulich markanter Ackerbürgerhof mit baugeschichtlicher und ortsgeschichtlicher Bedeutung, 1783 abgebrannt und neu errichtet | 09286870 |
| Weitere Bilder                          | Ackerbürgerhaus in geschlossener Bebauung | Leipziger Straße 3a (Karte)      | 19. Jahrhundert                                                                   | Putzbau mit großer Toreinfahrt und Satteldach mit zwei Dachhäuschen, baugeschichtlich, ortsgeschichtlich und ortsbildprägend von Bedeutung | 09286871 |
| Weitere Bilder                          | Wohnhaus in geschlossener Bebauung | Leipziger Straße 4 (Karte)       | 1868                                                                              | Als markanter Bau im Stadtgefüge von Dommitzsch architekturhistorisch bedeutend | 09286872 |
| Weitere Bilder                          | Ackerbürgerhaus in geschlossener Bebauung | Leipziger Straße 5 (Karte)       | 1868                                                                              | Putzbau mit großer Toreinfahrt und Ladeneinbau, baugeschichtlich, ortsgeschichtlich und ortsbildprägend von Bedeutung | 09286873 |
| Direkt Bild zu diesem Denkmal hochladen | Ackerbürgerhaus in geschlossener Bebauung | Leipziger Straße 6 (Karte)       | 1868                                                                              | Putzbau mit großer Toreinfahrt, baugeschichtlich, ortsgeschichtlich und ortsbildprägend von Bedeutung | 09286874 |
| Weitere Bilder                          | Ackerbürgerhaus in geschlossener Bebauung | Leipziger Straße 7 (Karte)       | 1868                                                                              | Putzbau mit großer Toreinfahrt, baugeschichtlich, ortsgeschichtlich und ortsbildprägend von Bedeutung | 09286875 |
| Weitere Bilder                          | Ackerbürgerhaus in geschlossener Bebauung | Leipziger Straße 8 (Karte)       | 1868                                                                              | Putzbau mit großer Toreinfahrt und original erhaltenem Holztor, baugeschichtlich, ortsgeschichtlich und ortsbildprägend von Bedeutung | 09286876 |
| Weitere Bilder                          | Pfarrhaus mit Einfriedung | Leipziger Straße 19 (Karte)      | 1904                                                                              | Als aufwendig gestalteter Historismusbau im Stadtgefüge von Dommitzsch architekturhistorisch bedeutend und ortsbildprägend. - Pfarrhaus: eingeschossiger Klinkerbau über hohem Sockel mit übergiebeltem Mittelrisalit, seitlicher hölzerner Verandenanbau, Krüppelwalmdach - Einfriedung: schmiedeeiserne Zaunsfelder zwischen Klinkerpfeilern | 09286877 |
| Weitere Bilder                          | Wohnhaus in geschlossener Bebauung | Leipziger Straße 26 (Karte)      | 1910                                                                              | Putzbau mit markanter Klinkergliederung und seitlicher Toreinfahrt, baugeschichtlich, ortsgeschichtlich und ortsbildprägend von Bedeutung, Fenster- und Türgewände sowie Geschossgesims durch Klinker betont | 09286879 |
| Weitere Bilder                          | Villa | Leipziger Straße 30 (Karte)      | 1902                                                                              | In den Formen der Deutschen Neorenaissance errichtet, mit Klinkerfassade, Eckerker und Schweifgiebeln auffälligster Villenbau der Stadt Dommitzsch, baugeschichtlich von Bedeutung, singulär | 09286880 |
| Weitere Bilder                          | Wohnhaus in halboffener Bebauung | Leipziger Straße 62 (Karte)      | Bezeichnet mit 1910                                                               | Mit charakteristischer farbiger Klinkerfassade, Segmentbögen, Fries, baugeschichtlich, ortsgeschichtlich und ortsbildprägend von Bedeutung, Inschrift „H. Jähnich – Erbaut 1910“, an Fassade noch alte Nummer „46“ | 09286882 |
| Direkt Bild zu diesem Denkmal hochladen | Wohnhaus in offener Bebauung mit Einfriedung | Leipziger Straße 65 (Karte)      | 1. Hälfte 19. Jahrhundert, vermutlich um 1818                                     | Kommendehaus, vermutlich um 1818 errichtet, kirchengeschichtlich und ortsgeschichtlich von Bedeutung. Eingeschossiger Putzbau mit Satteldach, Streichung 2013, kein ausreichender Denkmalwert vorhanden. | 09286883 |
| Direkt Bild zu diesem Denkmal hochladen | Wohnhaus in offener Bebauung mit Einfriedung | Leipziger Straße 66 (Karte)      | 1. Hälfte 19. Jahrhundert, vermutlich um 1818                                     | Kommendehaus, vermutlich um 1818 errichtet, kirchengeschichtlich und ortsgeschichtlich von Bedeutung. Eingeschossiger Putzbau mit Satteldach. | 09286884 |
| Weitere Bilder                          | Ehemalige Molkerei | Leipziger Straße 74 (Karte)      | 1899                                                                              | Heute Wohnhaus, eindrucksvoller Historismusbau in Klinkerbauweise, von singulärer, künstlerischer und architekturhistorischer Bedeutung. Seit 1925 Wohnhaus, zweigeschossiges Hauptgebäude: Klinkerbau mit Drempel, die Giebelseite gegliedert durch Lisenen und Schmuckfries, seitlicher eingeschossiger Anbau ebenfalls in Klinkerbauweise mit Schmuckfries. | 09286878 |
| Weitere Bilder                          | Postamt mit Einfriedung | Leipziger Straße 76 (Karte)      | 1901                                                                              | Repräsentativ gestaltetes öffentliches Gebäude mit Klinkerfassade, von Bedeutung für Ortsgeschichte und Ortsbild, als markanter Historismusbau zudem architekturhistorisch von Bedeutung | 09286885 |
| Weitere Bilder                          | Ackerbürgerhaus in geschlossener Bebauung | Leipziger Straße 83 (Karte)      | Bezeichnet mit 1895                                                               | Zweigeschossiger Bau mit wohlproportionierter klassizistischer Klinkerfassade, aufgrund der zeittypischen und hervorgehobenen Gestaltung architekturhistorisch und künstlerisch bedeutend, zudem ortsbildprägend dazugehöriges Seitengebäude von 1888 | 09286887 |
| Weitere Bilder                          | Ackerbürgerhaus in geschlossener Bebauung | Leipziger Straße 84 (Karte)      | 1. Hälfte 19. Jahrhundert                                                         | Schlichter Putzbau mit Toreinfahrt aus der ersten Hälfte des 19. Jahrhunderts, baugeschichtlich und ortsgeschichtlich von Bedeutung | 09286917 |
| Weitere Bilder                          | Rathaus | Markt 1 (Karte)                  | Bezeichnet mit 1911                                                               | Im Reformstil der Zeit um 1910 errichteter baukünstlerisch qualitätvoller, dreigeschossiger Rechteckbau mit hohem Mansardwalmdach und Dachreiter, mit Marienkirche ortsbildprägendes und städtebaulich eindrucksvolles Ensemble, ortsgeschichtlich (als Rathaus), architekturhistorisch und künstlerisch bedeutend sowie bedeutend für Ortsbild. Inschriften „Erbaut 1911“ und „Herm. Günther, Arch. Leipzig“. | 09286890 |
| Weitere Bilder                          | Kirche St. Marien mit Ausstattung | Markt 2 (Karte)                  | 1443–1493                                                                         | Markanter Backsteinbau in Form einer dreischiffigen Hallenkirche von vier Jochen mit eingezogenem, polygonal abschließenden Chor sowie Westturm, einschließlich Innenausstattung und Altargerät, bedeutendes Zeugnis der Kirchenbaukunst (insbesondere des späten 15. Jahrhunderts), zudem bedeutend für die Ortsgeschichte und das Ortsbild. Durch Brand 1637 stark beschädigt, flache Decke von spätgotischen Achteckpfeilern getragen, mit 5/8-Schluss und Sternrippengewölbe, beiderseits Logenanbauten, mächtiger Westturm, mehrere Stabwerkportale an der West- und Nordseite, drei Holzfiguren von Heiligen, um 1300, in der Turmhalle mehrere Grabdenkmäler (18. Jahrhundert) und Gedenktafel (17. Jahrhundert). | 09286913 |
| Direkt Bild zu diesem Denkmal hochladen | Wohnhaus in geschlossener Bebauung | Markt 3 (Karte)                  | Um 1780                                                                           | Das Haus Markt 3 in Dommitzsch liegt mitten im Zentrum der kleinen Stadt, unmittelbar neben dem Rathaus. Beim Aufbau des kleinen schlichten Gebäudes handelt es sich um ein Mansarddach über liegendem und stehendem Stuhlverband. Diese Dachkonstruktion ist etwas Besonderes und selten. Nach Einschätzung des Stuhls muss das Gebäude um 1780 entstanden sein. Die Pretzscher Straße 18, ein im Ort liegendes und gestalterisch vergleichbares Haus, ist mit 1783 bezeichnet. Der Markt 3 ist mit einem Tonnengewölbe teilunterkellert. Auf einem historischen Foto von 1906 erkennt man noch die alte Teilung der Öffnungen im Obergeschoss und außen bündig sitzenden Fenster, die auf eine Fachwerkwand deuten. Freigelegte Stellen im Inneren bestätigen das Vorhandensein von Fachwerk. Abgesehen von der baugeschichtlichen Bedeutung von Dachstuhl, Keller und der Fachwerkwand hat das Haus Markt 3 im Zusammenspiel mit dem Rathaus und der Marienkirche auch eine städtebauliche Bedeutung. Als Teil der Kernbebauung von Dommitzsch ist es zudem stadtentwicklungsgeschichtlich von Belang. | 09306691 |
| Weitere Bilder                          | Wohnhaus in offener Bebauung | Martinikirchhof 1 (Karte)        | 1795                                                                              | Obergeschoss Fachwerk verputzt, als eines der ältesten Häuser von Dommitzsch bedeutend für Ortsgeschichte, zumal es auf einer Ansicht der Stadt abgebildet ist, authentisches Zeugnis der Bauweise um 1800 und in seiner charakteristischen Form mit Krüppelwalmdach auch bedeutend für das Ortsbild | 09286889 |
| Direkt Bild zu diesem Denkmal hochladen | Pfarrhaus | Martinikirchhof 10 (Karte)       | Vor 1800                                                                          | Markanter Bau mit Walmdach, baugeschichtlich und ortsgeschichtlich von Bedeutung. Im Innern haben sich noch Entlastungsbögen (Wandbögen), Fachwerkständerwände, ein Dachstuhl mit Andreaskreuzen und bemerkenswerte Kellertonne(n) erhalten. | 09303271 |
|                                         | Gasthaus „Roter Hirsch“ in Ecklage und geschlossener Bebauung | Pretzscher Straße 1, 2 (Karte)   | 1717                                                                              | Zweigeschossiger Putzbau mit Walmdach über winkelförmigem Grundriss, baugeschichtlich, ortsgeschichtlich und ortsbildprägend von Bedeutung. 1717 erstmals erwähnt, ab 1794 Gasthaus und Poststation, später mehrmals umgebaut. | 09286888 |
| Direkt Bild zu diesem Denkmal hochladen | Taubenhaus | Pretzscher Straße 12 (Karte)     | Ende 19. Jahrhundert                                                              | Turmartiger Ziegelbau mit Satteldach und Freigespärre im Giebel, letztes Taubenhaus von Dommitzsch, ortsgeschichtlich und sozialgeschichtlich von Bedeutung | 09286891 |
| Direkt Bild zu diesem Denkmal hochladen | Ackerbürgerhaus in geschlossener Bebauung, nördliches Seitengebäude und westliche Scheune | Pretzscher Straße 15, 16 (Karte) | 1881                                                                              | Wohnhaus Putzbau mit großer Toreinfahrt und Satteldach, baugeschichtlich, ortsgeschichtlich und ortsbildprägend von Bedeutung | 09286892 |
| Direkt Bild zu diesem Denkmal hochladen | Ackerbürgerhaus in halboffener Bebauung und nördliches Seitengebäude | Pretzscher Straße 18 (Karte)     | Bezeichnet mit 1783 (Tor)                                                         | Putzbau mit großer Toreinfahrt und Mansardgiebeldach, als ältestes und charakteristischstes Ackerbürgerhaus von Dommitzsch zudem von singulärer Bedeutung | 09286894 |
| Direkt Bild zu diesem Denkmal hochladen | Wohnhaus in geschlossener Bebauung | Pretzscher Straße 24 (Karte)     | Um 1895                                                                           | Putzbau mit markanter Klinkergliederung, Tordurchfahrt und Dachhäuschen, eventuell Ackerbürgerhaus, bedeutend für Ortsbild, baugeschichtlicher Wert. Gesimse sowie Fenster- und Türgewände durch Klinker betont. | 09286895 |
| Direkt Bild zu diesem Denkmal hochladen | Wohnhaus in halboffener Bebauung | Pretzscher Straße 36 (Karte)     | Um 1910                                                                           | In moderneren Formen der Zeit nach 1900 erbaut, Klinkerbau mit Fassadengliederung und Erker im Obergeschoss, Satteldach, baugeschichtlich von Bedeutung | 09286896 |
| Direkt Bild zu diesem Denkmal hochladen | Dirr-Villa mit Brunnen, Villengarten und Einfriedungsmauer | Ritterstraße 2 (Karte)           | 1913                                                                              | Markanter Putzbau mit Reformstilelementen der Zeit um 1910, durch Mittelrisalit betonter Eingangsbereich, Mansardwalmdach, baugeschichtlich, ortsgeschichtlich und gestalterisch bedeutsame Anlage, steht im Zusammenhang mit Brauhaus Dirr (ortsgeschichtliche Bedeutung). In der Achse des Herrenhauses ein Parterre mit Brunnen und Skulptur, gerahmt von Lindenalleen. Der Mittelteil ist etwas abgesenkt. Der Park ist weitgehend strauchfrei. | 09286897 |
| Weitere Bilder                          | Wohnhaus in geschlossener Bebauung | Ritterstraße 8 (Karte)           | 1881                                                                              | Qualitätvolle Klinkerfassade mit charakteristischen Details (Tor, Fenstergestaltung und Friese), baugeschichtlich und ortsbildprägend von Bedeutung | 09286898 |
| Weitere Bilder                          | Ehemalige Schule | Sandstraße 1 (Karte)             | Um 1800                                                                           | Heute Wohnhaus, Obergeschoss Fachwerk verputzt, Krüppelwalmdach, in unmittelbarer Nähe der Marienkirche gelegen, baugeschichtlich, ortsgeschichtlich und städtebaulich von Bedeutung. Breit gelagert, Sandsteinsockel, Erdgeschoss massiv, originale Fensteröffnungen. | 09304845 |
|                                         | Ackerbürgerhaus in geschlossener Bebauung | Sandstraße 2 (Karte)             | Bezeichnet mit 1876                                                               | Putzbau mit Drempel und mittiger großer Toreinfahrt, baugeschichtlich, ortsgeschichtlich und ortsbildprägend von Bedeutung | 09286899 |
| Weitere Bilder                          | Ackerbürgerhaus in geschlossener Bebauung | Sandstraße 6 (Karte)             | 1799                                                                              | Putzbau mit seitlicher großer Toreinfahrt, baugeschichtlich, ortsgeschichtlich und ortsbildprägend von Bedeutung | 09286900 |
| Weitere Bilder                          | Ackerbürgerhaus in geschlossener Bebauung | Sandstraße 24 (Karte)            | Um 1900                                                                           | Putzbau mit seitlicher großer Toreinfahrt, baugeschichtlich, ortsgeschichtlich und ortsbildprägend von Bedeutung | 09286901 |
| Weitere Bilder                          | Wohnhaus | Sandstraße 25 (Karte)            | Um 1900                                                                           | Mit markanter Klinkergliederung und Fassadengestaltung, baugeschichtlich und ortsbildprägend von Bedeutung | 09286902 |
| Weitere Bilder                          | Ackerbürgerhaus in geschlossener Bebauung | Sandstraße 26 (Karte)            | Um 1900                                                                           | Putzbau mit seitlicher großer Toreinfahrt, baugeschichtlich, ortsgeschichtlich und ortsbildprägend von Bedeutung | 09286903 |
| Weitere Bilder                          | Ackerbürgerhaus in geschlossener Bebauung | Sandstraße 33 (Karte)            | Ende 19. Jahrhundert                                                              | Gebäude mit markanter Klinkergliederung und Fassadengestaltung, baugeschichtlich und ortsbildprägend von Bedeutung | 09286904 |
| Direkt Bild zu diesem Denkmal hochladen | Fabrikgebäude mit Esse und Technik (Deutsche Tonwarenfabrik, Keramikfabrik Dommitzsch) | Töpferweg (Karte)                | 1909–1910 (Fabrikgebäude); 2. Hälfte 20. Jahrhundert (Technische Ausstattung)     | Abgesehen von der Porzellanmanufaktur in Meißen ist die Anlage in Dommitzsch mit vollständig erhaltener Ausstattung die wohl einzige dieser Art in Sachsen und hat Seltenheitswert, zudem ist sie industriegeschichtlich bedeutend. | 09303275 |
| Direkt Bild zu diesem Denkmal hochladen | Ackerbürgerhaus in geschlossener Bebauung | Torgauer Straße 3 (Karte)        | 1792                                                                              | Putzbau mit mittiger großer Toreinfahrt, eines der ältesten Ackerbürgerhäuser von Dommitzsch, baugeschichtlich, ortsgeschichtlich und ortsbildprägend von Bedeutung | 09286905 |
| Weitere Bilder                          | Wohnhaus in geschlossener Bebauung | Torgauer Straße 6 (Karte)        | 1893                                                                              | Gebäude mit markanter Klinkergliederung und Fassadengestaltung sowie Tordurchfahrt, eventuell Ackerbürgerhaus, baugeschichtlich von Bedeutung | 09286906 |
| Weitere Bilder                          | Ackerbürgerhaus in halboffener Bebauung | Torgauer Straße 10 (Karte)       | Bezeichnet mit 1791                                                               | Putzbau mit mittiger großer Toreinfahrt, eines der ältesten Ackerbürgerhäuser von Dommitzsch, baugeschichtlich, ortsgeschichtlich und ortsbildprägend von Bedeutung | 09286907 |
| Weitere Bilder                          | Ackerbürgerhaus in halboffener Bebauung | Torgauer Straße 28 (Karte)       | 1890                                                                              | Putzbau mit Drempel und seitlicher Toreinfahrt, baugeschichtlich, ortsgeschichtlich und ortsbildprägend von Bedeutung | 09286908 |
| Weitere Bilder                          | Ackerbürgerhaus in geschlossener Bebauung | Torgauer Straße 30 (Karte)       | 1. Hälfte 19. Jahrhundert                                                         | Putzbau mit seitlicher Toreinfahrt, baugeschichtlich, ortsgeschichtlich und ortsbildprägend von Bedeutung, 1717 als Gasthaus erwähnt | 09286909 |
| Weitere Bilder                          | Wohnhaus in halboffener Bebauung | Torgauer Straße 35 (Karte)       | 1. Hälfte 19. Jahrhundert                                                         | Schlichter kleinstädtischer Bau aus der ersten Hälfte des 19. Jahrhunderts, baugeschichtlich und ortsgeschichtlich von Bedeutung | 09286916 |
| Weitere Bilder                          | Ackerbürgerhaus mit hinterem Anbau | Torgauer Straße 38 (Karte)       | 1. Hälfte 19. Jahrhundert                                                         | Schmales Gebäude mit Toreinfahrt, Obergeschoss Fachwerk verputzt, baugeschichtlich, ortsgeschichtlich und ortsbildprägend von Bedeutung | 09286910 |
|                                         | Alte Apotheke | Torgauer Straße 39 (Karte)       | Bezeichnet mit 1716                                                               | Obergeschoss Fachwerk, Satteldach, neben Rathaus bedeutendster Profanbau von Dommitzsch, somit von singulärer und ortsgeschichtlicher Bedeutung, im Zusammenhang mit weitgehend ursprünglicher Bebauung der Torgauer Straße (zumeist mit Ackerbürgerhäusern) auch von Bedeutung für Ortsbild | 09286911 |
| Weitere Bilder                          | Eisenbahnbrücke | Zum Wiesengrund (Karte)          | 1890                                                                              | Der Eisenbahnbrücke mit Flügelmauern über den Grenzbach kommt vor allem eine baugeschichtliche und verkehrsgeschichtliche Bedeutung zu. Der Durchlass ist Teil der Bahnstrecke Pratau–Torgau und befindet sich am Streckenkilometer 29,51. Der als Bogenbrücke ausgefertigte Durchlass ist in der streckentypischen Form mit Sandsteinquadern und einem Bogen aus roten Klinkern, eingeschlossen in einem Damm, um 1890 von der Preußischen Staatsbahn erbaut worden und weitgehend bauzeitlich erhalten. Die Strecke verband das heute brandenburgische Pratau mit dem damals noch preußischen Torgau. Die Strecke, eine Nebenbahn, wurde auf Initiative der Anliegergemeinden und der dort ansässigen Industriebetriebe, unter anderem die Tonwerke Dommitzsch, angelegt. Sie erhofften sich einen wirtschaftlichen Aufschwung in der sonst landwirtschaftlich geprägten Region. Sowohl Pratau als auch Torgau waren bereits an überregionale Bahnnetze angebunden. Später kam der Strecke auch eine militärische Bedeutung zu. Bei Elsnig befand sich in der DDR-Zeit ein Munitionslager, das ein eigenes Anschlussgleis erhielt. | 09306616 |
| Weitere Bilder                          | Durchlass | Zum Wiesengrund (Karte)          | 1890                                                                              | Dem Durchlass mit Flügelmauern über den Grenzbach kommt vor allem eine baugeschichtliche und verkehrsgeschichtliche Bedeutung zu. Der Durchlass ist Teil der Eisenbahnstrecke Pratau (Pretzsch) – Torgau und befindet sich am Streckenkilometer 29,51. Der als Bogenbrücke ausgefertigte Durchlass ist in der streckentypischen Form mit Sandsteinquadern und einem Bogen aus roten Klinkern und Abdeckung, eingeschlossen in einem Damm, um 1890 von der Preußischen Staatsbahn erbaut worden und weitgehend bauzeitlich erhalten. | 09306617 |

### Ehemalige Denkmäler in Dommitzsch
| Bild                                    | Bezeichnung                               | Lage                         | Datierung | Beschreibung | ID       |
| --------------------------------------- | ----------------------------------------- | ---------------------------- | --------- | --- | -------- |
| Direkt Bild zu diesem Denkmal hochladen | Ackerbürgerhaus in geschlossener Bebauung | Pretzscher Straße 17 (Karte) | 1881      | Putzbau mit großer Toreinfahrt und Satteldach, baugeschichtlich, ortsgeschichtlich und ortsbildprägend von Bedeutung. Seitengebäude Abbruch. Ackerbürgerhaus zwischen 2020 und 2024 aus der Denkmalliste gestrichen. | 09286893 |

## Greudnitz
| Bild                                    | Bezeichnung                                                                                  | Lage                           | Datierung                                           | Beschreibung | ID       |
| --------------------------------------- | -------------------------------------------------------------------------------------------- | ------------------------------ | --------------------------------------------------- | --- | -------- |
| Weitere Bilder                          | Kirche mit Ausstattung, Kirchhof und Reste der Einfriedungsmauer                             | Elbstraße (Karte)              | In Wetterfahne bezeichnet mit 1849                  | Neogotische Saalkirche, Backsteinbau mit Dachreiter und Apsis, Zeugnis der historisierenden Kirchenbaukunst des 19. Jahrhunderts, baugeschichtlich und künstlerisch bedeutend. Die Dorfkirche zu Greudnitz wurde im Stil einer neogotischen Saalkirche errichtet und 1849 fertiggestellt. Der Backsteinbau verfügt über einen westlichen Giebelreiter (Dachreiter) sowie über mehrere Ziergiebel. Im Inneren befindet sich eine einfache Holzbalkendecke. Auffällig ist vor allem die polygonale Apsis mit einem Kreuzrippengewölbe. Die Innenausstattung stammt einheitlich aus der Erbauungszeit. | 09286435 |
| Direkt Bild zu diesem Denkmal hochladen | Wohnhaus, nördliches Seitengebäude und westliche Scheune eines Bauernhofes sowie Einfriedung | Elbstraße 10, 10a (Karte)      | Um 1900 (Bauernhaus); bezeichnet mit 1902 (Stall)   | Beeindruckendes ländliches Anwesen vor allem des ausgehenden 19. Jahrhunderts, Hauptgebäude mit farbigen Klinkern, größter Hof von Greudnitz, baugeschichtlich und wirtschaftsgeschichtlich von Bedeutung | 09286431 |
| Direkt Bild zu diesem Denkmal hochladen | Scheune                                                                                      | Elbstraße 12 (Karte)           | 2. Hälfte 18. Jahrhundert/1. Hälfte 19. Jahrhundert | Massiv und mit Fachwerk, bedeutend für das Ortsbild, baugeschichtlich und wirtschaftsgeschichtlich von Bedeutung | 09286436 |
| Direkt Bild zu diesem Denkmal hochladen | Wohnhaus, nördliches und südliches Seitengebäude sowie westliche Scheune eines Bauernhofes   | Elbstraße 14 (Karte)           | Um 1900                                             | Wohnhaus mit regionaltypischer Klinkerfassade, am geschlossensten erhaltenes ländliches Anwesen von Greudnitz, baugeschichtlich und wirtschaftsgeschichtlich von Bedeutung | 09286432 |
| Direkt Bild zu diesem Denkmal hochladen | Auszugshaus eines Bauernhofes                                                                | Elbstraße 16 (Karte)           | 2. Hälfte 18. Jahrhundert                           | Obergeschoss Fachwerk verputzt, am ursprünglichsten erhaltenes und ältestes Bauernhaus von Greundnitz, damit lokal singulär, baugeschichtlich und sozialgeschichtlich von Bedeutung | 09286433 |
| Direkt Bild zu diesem Denkmal hochladen | Ehemalige Schule                                                                             | Wittenberger Straße 13 (Karte) | Um 1900                                             | Markanter eingeschossiger Klinkerbau mit Krüppelwalmdach, ortsgeschichtlich bedeutend | 09286437 |

## Mahlitzsch
| Bild           | Bezeichnung                | Lage                  | Datierung | Beschreibung | ID       |
| -------------- | -------------------------- | --------------------- | --------- | --- | -------- |
| Weitere Bilder | Wohnhaus eines Bauernhofes | Dorfstraße 12 (Karte) | Um 1900   | Zweigeschossiges Gebäude mit markanter Klinkerfassade, Satteldach, baugeschichtlich und ortsbildprägend von Bedeutung | 09286915 |

## Wörblitz
| Bild                                    | Bezeichnung                                                                                         | Lage                                                   | Datierung                                              | Beschreibung | ID       |
| --------------------------------------- | --------------------------------------------------------------------------------------------------- | ------------------------------------------------------ | ------------------------------------------------------ | --- | -------- |
| Weitere Bilder                          | Eisenbahnbrücke                                                                                     | (Flur 1, Flurstück 94; Flur 5, Flurstück 19/3) (Karte) | 1890                                                   | Der Eisenbahnbrücke mit Flügelmauern kommt vor allem eine baugeschichtliche und verkehrsgeschichtliche Bedeutung zu. Die als Bogenbrücke errichtete Brücke ist Teil der Eisenbahnstrecke Pratau (Pretzsch) – Torgau und befindet sich am Streckenkilometer 25,285. Die Brücke ist in der streckentypischen Form mit Sandsteinquadern und einem Bogen aus Klinkern, eingeschlossen in einem Damm, um 1890 von der Preußischen Staatsbahn erbaut worden. | 09306615 |
| Weitere Bilder                          | Kirche mit Ausstattung                                                                              | Dahlenberger Straße (Karte)                            | 1886                                                   | Saalbau einschließlich Westturm, historisierender Backsteinbau, baugeschichtlich und künstlerisch bedeutend, zudem wichtige Landmarke. In historisierenden Formen errichtete Saalkirche von 1886 mit einheitlicher Ausstattung aus der Entstehungszeit. Backsteinbau mit geradem Chorschluss und Apsis, kleine Sakristei an der Südseite. Gliederung durch Rund- und Spitzbogenfriese. Die Rundbogenfenster mit einfachem Maßwerk. Der eingestellte Westturm mit Satteldach und Spitzhaube. Im Innern offener Dachstuhl mit verzierten Querbalken. | 09286422 |
|                                         | Feierhalle auf dem Friedhof                                                                         | Dahlenberger Straße (Karte)                            | Um 1935                                                | Markanter, architektonisch auffälliger Bau mit offenem, überdachtem Vorraum, Dachreiter und lukenartigen Öffnungen, baugeschichtlich und ortsgeschichtlich von Bedeutung | 09286417 |
| Direkt Bild zu diesem Denkmal hochladen | Südliche Scheune eines Bauernhofes                                                                  | Dahlenberger Straße 1 (Karte)                          | 1. Hälfte 19. Jahrhundert                              | Fachwerkscheune, bedeutsam für die Ortsansicht, einer der letzten Fachwerkbauten des Ortes, baugeschichtlich und wirtschaftsgeschichtlich von Bedeutung, Fachwerk an Land- und Ortsseite | 09286425 |
| Weitere Bilder                          | Wohnhaus, Stallgebäude, Scheune, Seitengebäude und Einfriedung eines Dreiseithofes                  | Dahlenberger Straße 2 (Karte)                          | Bezeichnet mit 1868 (Scheune) und später               | Gebäude in Klinkerbauweise mit Satteldächern, baugeschichtlich und wirtschaftsgeschichtlich von Bedeutung | 09286420 |
| Direkt Bild zu diesem Denkmal hochladen | Scheune eines Bauernhofes                                                                           | Dahlenberger Straße 3 (Karte)                          | 1. Hälfte 19. Jahrhundert                              | Massiv, möglicherweise zum Teil mit Fachwerk, zusammen mit Scheune Dahlenberger Straße 1 wichtig für Ortsbild, baugeschichtlich und wirtschaftsgeschichtlich von Bedeutung | 09286428 |
| Direkt Bild zu diesem Denkmal hochladen | Westliches Seitengebäude, südliche Scheune, Inschrift am Wohnhaus und Einfriedung eines Bauernhofes | Dahlenberger Straße 13 (Karte)                         | Um 1890 (Seitengebäude); bezeichnet mit 1902 (Scheune) | Teilweise Klinkerfassade, baugeschichtlich und wirtschaftsgeschichtlich von Bedeutung | 09286424 |
| Direkt Bild zu diesem Denkmal hochladen | Wohnhaus eines Dreiseithofes                                                                        | Dahlenberger Straße 16 (Karte)                         | 1. Hälfte 19. Jahrhundert                              | Möglicherweise Lehmbau, baugeschichtlich von Bedeutung. Eingeschossig, Putzfassade, Satteldach. | 09286423 |
|                                         | Empfangsgebäude und Nebengebäude des Bahnhofs Wörblitz                                              | Dahlenberger Straße 30 (Karte)                         | 1890                                                   | Bahnhof der Eisenbahnstrecke Pratau–Torgau, heute als Wohnhaus genutzt, dekorativ gestalteter, streckentypischer kleiner Klinkerbau aus dem späten 19. Jahrhundert, baugeschichtlich und eisenbahngeschichtlich von Bedeutung. - Empfangsgeschoss: zweigeschossiger Klinkerbau, flaches Satteldach, dekorative Gestaltung der Fassade, umlaufendes Fries, Gesims (Sandstein?), Rundbogenfenster, Fensteröffnungen teilweise verändert, Fenster erneuert, bauzeitlicher Anbau mit veränderten Fenster- bzw. Türöffnungen und anschließender Lamperampe - Nebengebäude: eingeschossig, Klinker, Satteldach, Fenster erneuert, jedoch mit bauzeitlich erhaltener Gliederung, Türöffnung vermauert, Zugang über Anbau (Stall) | 09286418 |

## Tabellenlegende
- Bild: Bild des Kulturdenkmals, ggf. zusätzlich mit einem Link zu weiteren Fotos des Kulturdenkmals im Medienarchiv Wikimedia Commons. Wenn man auf das Kamerasymbol klickt, können Fotos zu Kulturdenkmalen aus dieser Liste hochgeladen werden:
- Bezeichnung: Denkmalgeschützte Objekte und ggf. Bauwerksname des Kulturdenkmals
- Lage: Straßenname und Hausnummer oder Flurstücknummer des Kulturdenkmals. Die Grundsortierung der Liste erfolgt nach dieser Adresse. Der Link (Karte) führt zu verschiedenen Kartendiensten mit der Position des Kulturdenkmals. Fehlt dieser Link, wurden die Koordinaten noch nicht eingetragen. Sind diese bekannt, können sie über ein Tool mit einer Kartenansicht einfach nachgetragen werden. In dieser Kartenansicht sind Kulturdenkmale ohne Koordinaten mit einem roten bzw. orangen Marker dargestellt und können durch Verschieben auf die richtige Position in der Karte mit Koordinaten versehen werden. Kulturdenkmale ohne Bild sind an einem blauen bzw. roten Marker erkennbar.
- Datierung: Baubeginn, Fertigstellung, Datum der Erstnennung oder grobe zeitliche Einordnung entsprechend des Eintrags in der sächsischen Denkmaldatenbank
- Beschreibung: Kurzcharakteristik des Kulturdenkmals entsprechend des Eintrags in der sächsischen Denkmaldatenbank, ggf. ergänzt durch die dort nur selten veröffentlichten Erfassungstexte oder zusätzliche Informationen
- ID: Vom Landesamt für Denkmalpflege Sachsen vergebene, das Kulturdenkmal eindeutig identifizierende Objekt-Nummer. Der Link führt zum PDF-Denkmaldokument des Landesamtes für Denkmalpflege Sachsen. Bei ehemaligen Kulturdenkmalen können die Objektnummern unbekannt sein und deshalb fehlen bzw. die Links von aus der Datenbank entfernten Objektnummern ins Leere führen. Ein ggf. vorhandenes Icon  führt zu den Angaben des Kulturdenkmals bei Wikidata.

## Ausführliche Denkmaltexte
1. ↑  Bahnhof Dommitzsch:
Der Bahnhof Dommitzsch wurde 1890 von der Preußischen Staatseisenbahn im Zuge des Streckenbaus Pratau (Pretzsch)–Torgau eingerichtet. Der größte Bahnhof der Strecke ist nahezu vollständig erhalten und weist neben dem Gebäudebestand eine Vielzahl von historisch technikgeschichtlich bedeutenden Hinterlassenschaften auf. Baugeschichtlich von Bedeutung ist das Empfangsgebäude, das als gelber Klinkerbau mit umlaufendem Fries erhalten ist. Darin befinden sich noch heute die erhaltene Schalterstube und die Schalttafel zur Steuerung des Verkehrs. In einem nördlichen Anbau am Gebäude befand sich vormals das Bahnhofsrestaurant mit angrenzendem Garten. Daneben befindet sich noch heute das in gelbem Klinker erbaute Toilettenhäuschen mit der bauzeitlich eingerichteten Raumaufteilung. Der Bahnsteig schließt sich östlich an das Empfangsgebäude an. Um 1942/43 wurde hier nachträglich ein Anbau für ein mechanisches Stellwerk errichtet. Dieses ist nur teilweise erhalten. Darüber hinaus sind noch heute die Gleise mit den Signalanlagen und zwei Fernmeldeeinrichtungen des Bahnhofs erhalten. Die noch heute nachvollziehbaren funktionalen Zusammenhänge historischer Technik verleihen dem Bahnhof in Dommitzsch sowohl technikgeschichtliche als auch verkehrsgeschichtliche Bedeutung und sind in Sachsen von großer Seltenheit.
2. ↑  Deutsche Tonwarenfabrik:
 Vor der Errichtung der Fabrik standen Verhandlungen des Fabrikdirektors Heckmann aus Meißen mit dem Magistrat der Stadt Dommitzsch im September 1909. Ausschlaggebend für den Standort dürften die Tonlager im Labaun (Stadtwald) und ausgebildete Töpfer im Ort gewesen sein. Im Oktober 1909 bildete sich eine GmbH mit 10 Gesellschaftern, welche den Bau einer Fabrikanlage in Auftrag gab. Im Mai 1910 konnte mit der Produktion begonnen werden. Die Palette der hergestellten Produkte war sehr vielseitig. An Gebrauchsgeschirr wurden Töpfe, Schüsseln, Tassen, Krüge, Wärmflaschen, Kaffeekannen u. ä. produziert. Im Jahre 1911 kam die Herstellung von Terrakotten und Zierkeramik dazu. Nach dem Zweiten Weltkrieg wurde die Produktion bereits 1946 wieder aufgenommen. Die Produkte des Werkes gingen auch ins Ausland, darunter nach Belgien, Dänemark und Polen. Die Eingliederung des Dommitzscher Werkes in den VEB Steingutwerk Torgau erfolgte 1963. Ein Versuch, die Produktion nach der Wende fortzuführen, scheiterte im August 1996.
Der Komplex der Keramikfabrik besteht im Wesentlichen aus einem langgestreckten, eingeschossigen Klinkerbau mit flachem Walmdach. Die Wände werden durch Lisenen gegliedert. Die Anlage wird von einer hohen Esse überragt. Die Werkstätten sind in Nebengebäuden untergebracht. Die technische Ausstattung, wie Öfen, Maschinen, Förderbänder u. a. m. stammt aus DDR-Zeiten, hat sich aber weitestgehend vollständig erhalten.
Es finden sich in Sachsen neben den Deutschen Tonwarenwerken wenige Porzellanfabriken wie in Freiberg, Fraureuth und Meißen (hier insbesondere die Porzellanmanufaktur), Brennöfen und vereinzelt kleinere Töpfereien. Eine weitere Porzellanfabrik in Colditz wurde mittlerweile abgebrochen. Abgesehen von der Meißner Porzellanmanufaktur hat sich wohl keine der genannten Fabriken mit Ausstattung erhalten. Von der einst bemerkenswerten Anlage der Firma Villeroy & Boch in Dresden stehen nur noch unbedeutende Reste. Demzufolge besitzt die Anlage in Dommitzsch mit ihrer weitestgehend vollständig überkommenen Ausstattung im Bereich der sächsischen Keramischen Industrie mittlerweile wohl Seltenheitswert. Die Fabrik in Dommitzsch hat sich mit Anlieferung, Aufbereitung, Eindreherei, Transportanlage und drei Brennöfen in einer größeren Hallen erhalten. Daneben finden sich noch Nebengelasse für Werkstätten, Sonderanfertigungen usw.